# SARS-coronavirus
Het SARS-virus is het virus dat de ziekte SARS veroorzaakt. Het behoort tot de coronavirussen. Het virus was vóór de uitbraak van SARS in 2003 nog niet bekend. Voluit heet het Severe acute respiratory syndrome coronavirus, ook afgekort tot SARS-coronavirus of SARS-CoV.
SARS werd voor het eerst in de Vietnamese hoofdstad Hanoi herkend als infectieziekte door Carlo Urbani, een Italiaanse arts die niet lang daarna aan de aandoening stierf. Laboratoria in tien verschillende landen werkten daarna aan het vinden van de ziekteverwekker. Dit kostte iets meer dan een maand: op 16 april maakte de Wereldgezondheidsorganisatie (WHO) de identificatie van het SARS-virus bekend.
De naam SARS-virus werd bepaald door de WHO en de laboratoria die participeerden in het onderzoek. Aanvankelijk gold het als een afzonderlijke virussoort. Na 2003 werden verschillende verwante virustypen ontdekt met andere dieren, zoals vleermuizen, als gastheer. Daarom besloot de ICTV in 2009 om deze typen samen met het SARS-virus onder te brengen in de soort SARS-gerelateerd coronavirus (officieel: Severe acute respiratory syndrome-related coronavirus, afgekort SARSr-CoV).
Ook het later ontdekte virus dat begin 2020 een pandemie veroorzaakte, is bij deze soort ingedeeld en is daarom SARS-CoV-2 genoemd.
De soort hoort volgens de sinds 2018 geldende indeling bij het geslacht Betacoronavirus van de onderfamilie Orthocoronavirinae. Het MERS-virus dat in september 2012 werd ontdekt en de ernstige ziekte MERS veroorzaakt, valt eveneens in het geslacht Betacoronavirus, maar is minder nauw verwant aan het SARS-virus.